# Zwervende mestkever
De zwervende mestkever (Aphodius prodromus) is een keversoort uit de familie bladsprietkevers (Scarabaeidae). De wetenschappelijke naam van de soort is voor het eerst geldig gepubliceerd in 1790 door Braham.